# Мытная площадь (Львов)
Мы́тная (Тамо́женная) пло́щадь — площадь во Львове рядом с историческим центром города. Расположена в начале Лычаковской улицы.

## Сведения
Название площади связано с тем фактом, что с 1782 года в помещениях монастыря клариссинок размещалась таможня (укр. митниця). Стороны площади: около 60-80 м. Дорожное покрытие — брусчатка.
Площадь является важным транспортным узлом, через нее проходит несколько трамвайных маршрутов, в частности № 1, 2, 7, 9. Западную часть площади пересекает улица Винниченко, в северной части прилегает Лычаковская улица, а в юго-восточной — улица Римлянина.
Застройка площади: вдоль западной части простираются стены костела и монастыря бернардинцев с Глинянскими воротами, вдоль восточной части — костёл клариссинок с бывшим келейным корпусом. Ныне в костёле расположен Музей сакральной барочной скульптуры Пинзеля, а в келейном корпусе — учебное заведение. В юго-восточной части площади расположен миниатюрный сквер и фонтан «Мальчик».
Летом 2016 года проводился ремонт, который был завершён к Дню города, площадь была официально открыта 6 мая 2017 года

Мытная площадь до ремонта 2017 года
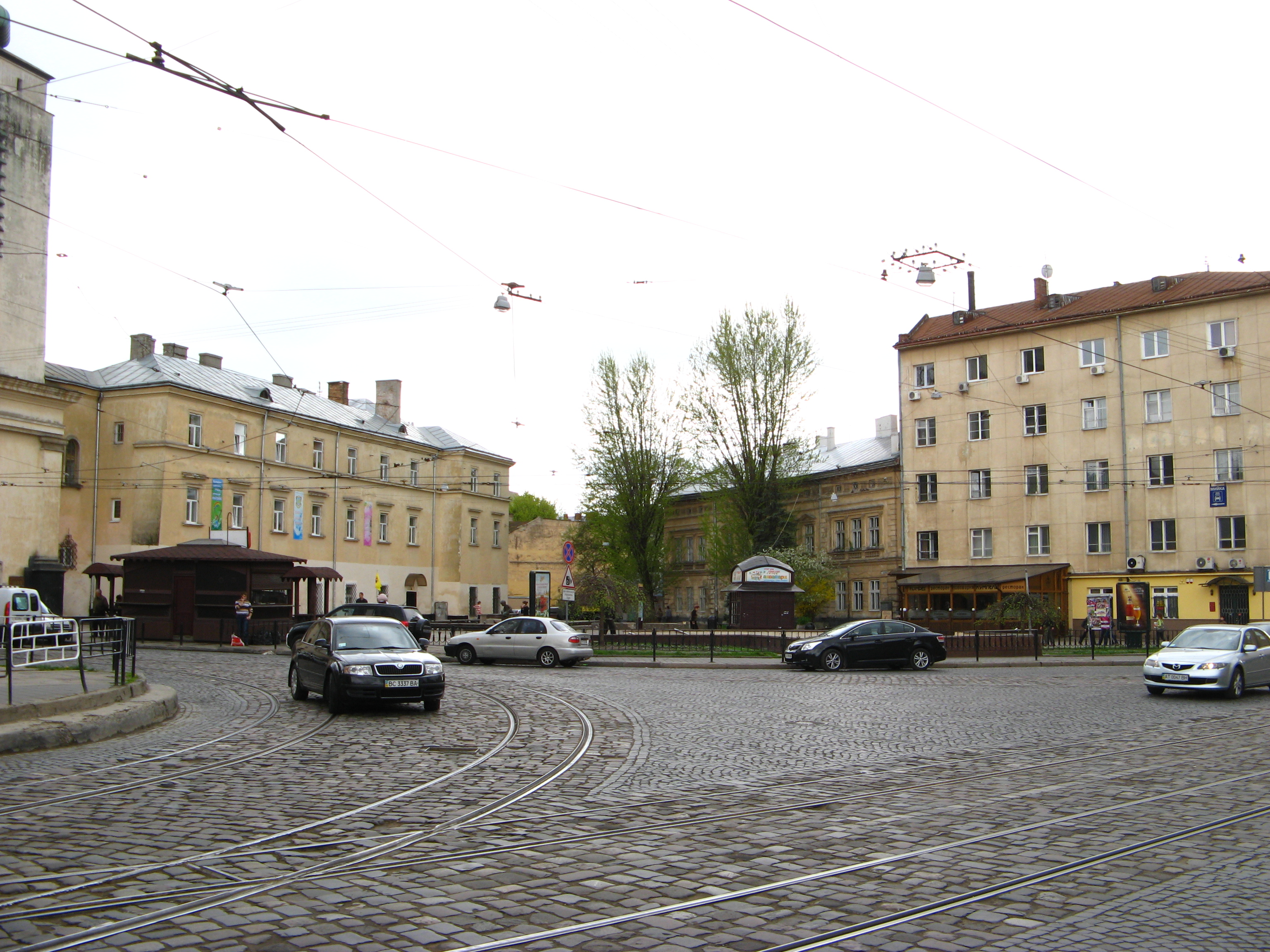
Вид на площадь с севера
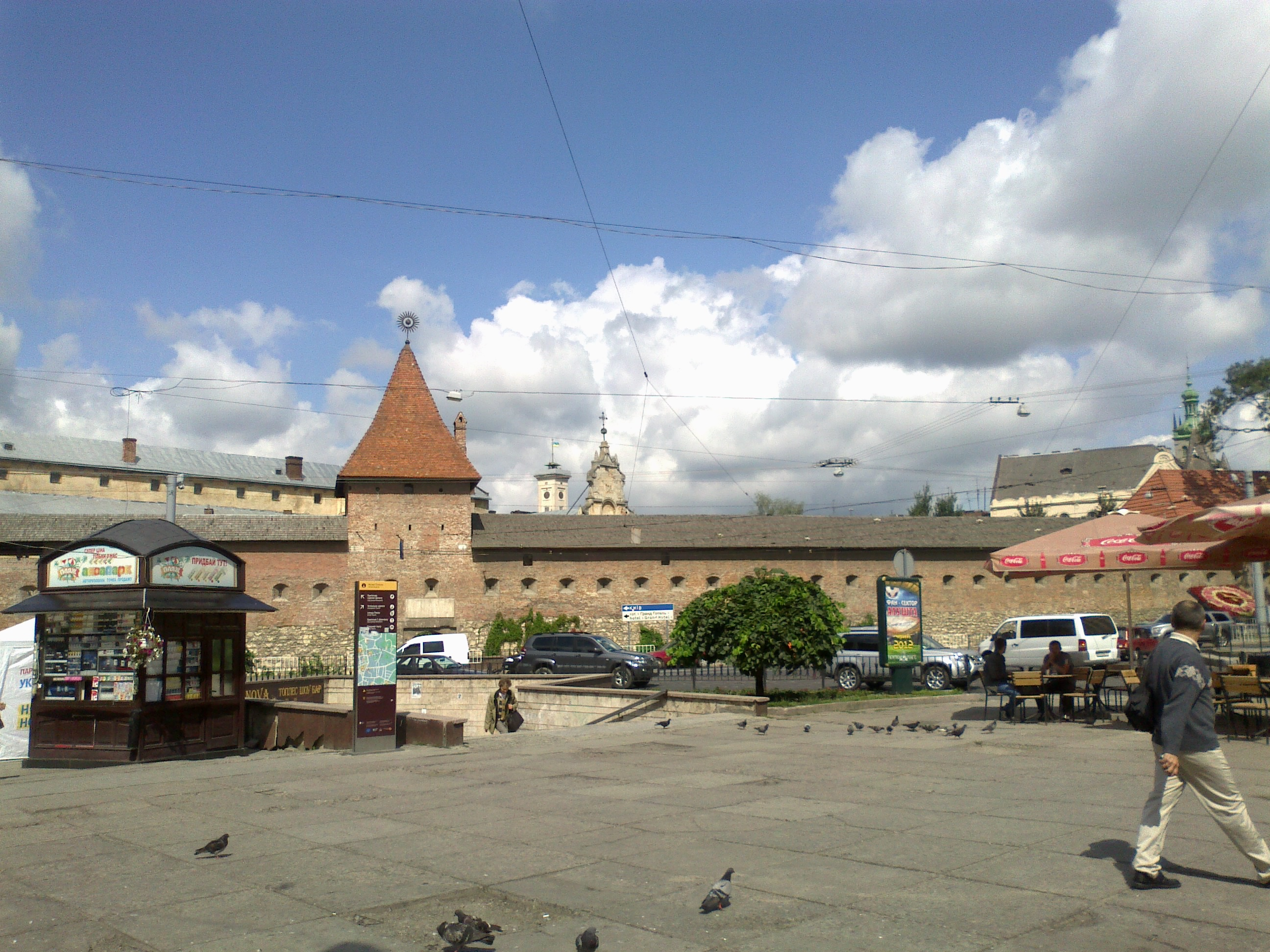
Вид с площади на Глинянские ворота
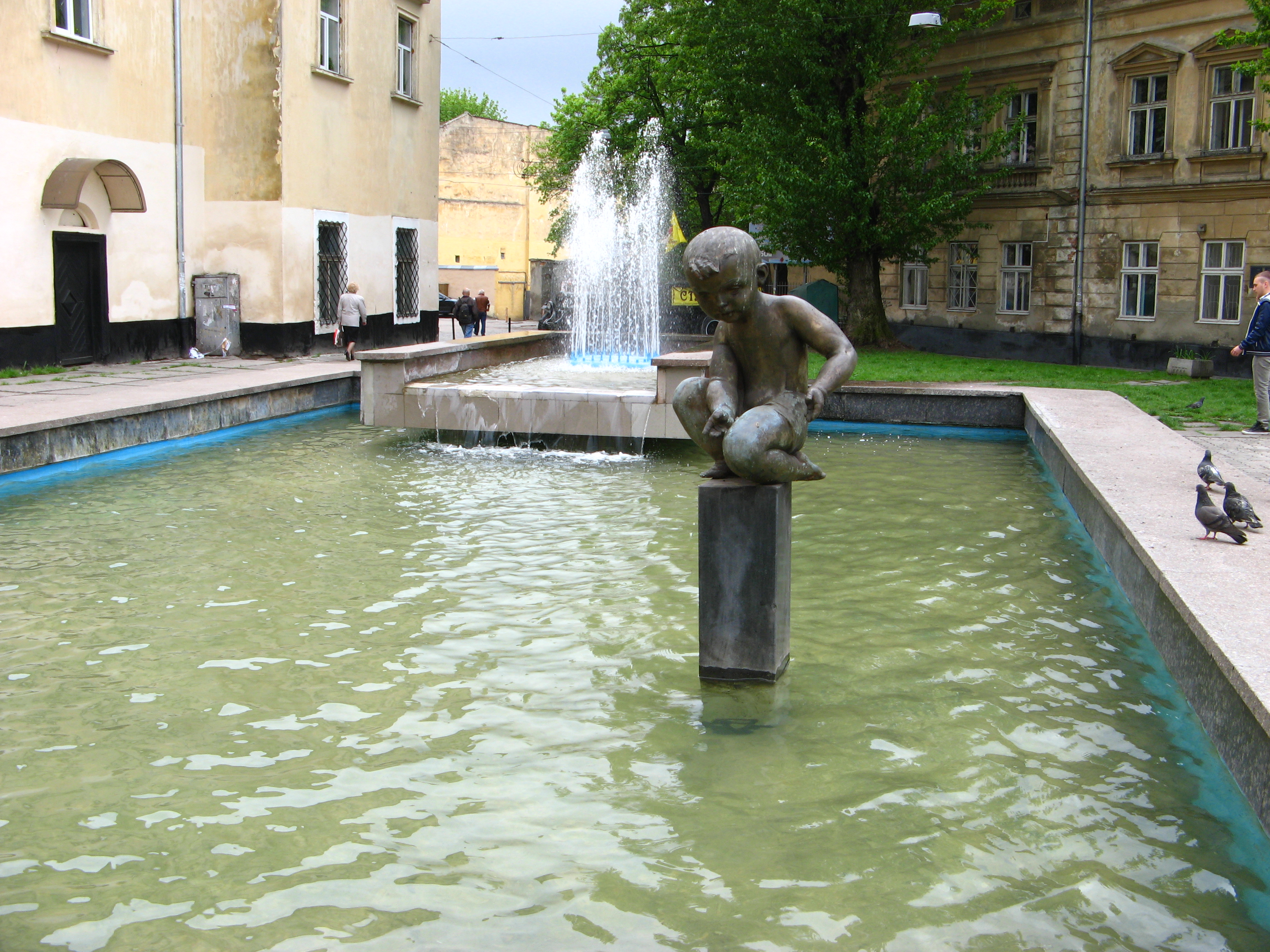
Фонтан «Мальчик» в 2013 году

Мытная площадь после ремонта 2017 года
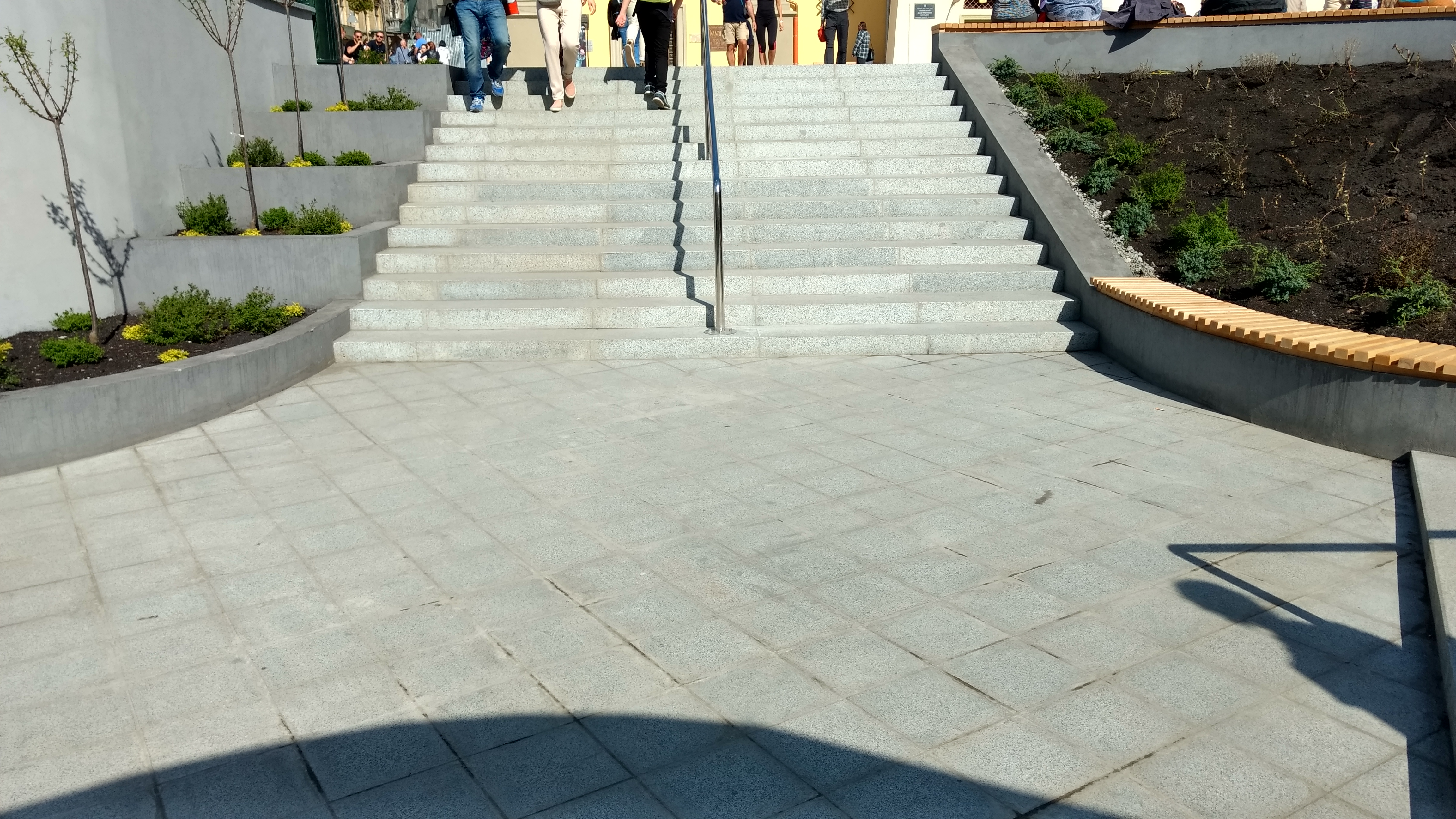
Пешеходный переход
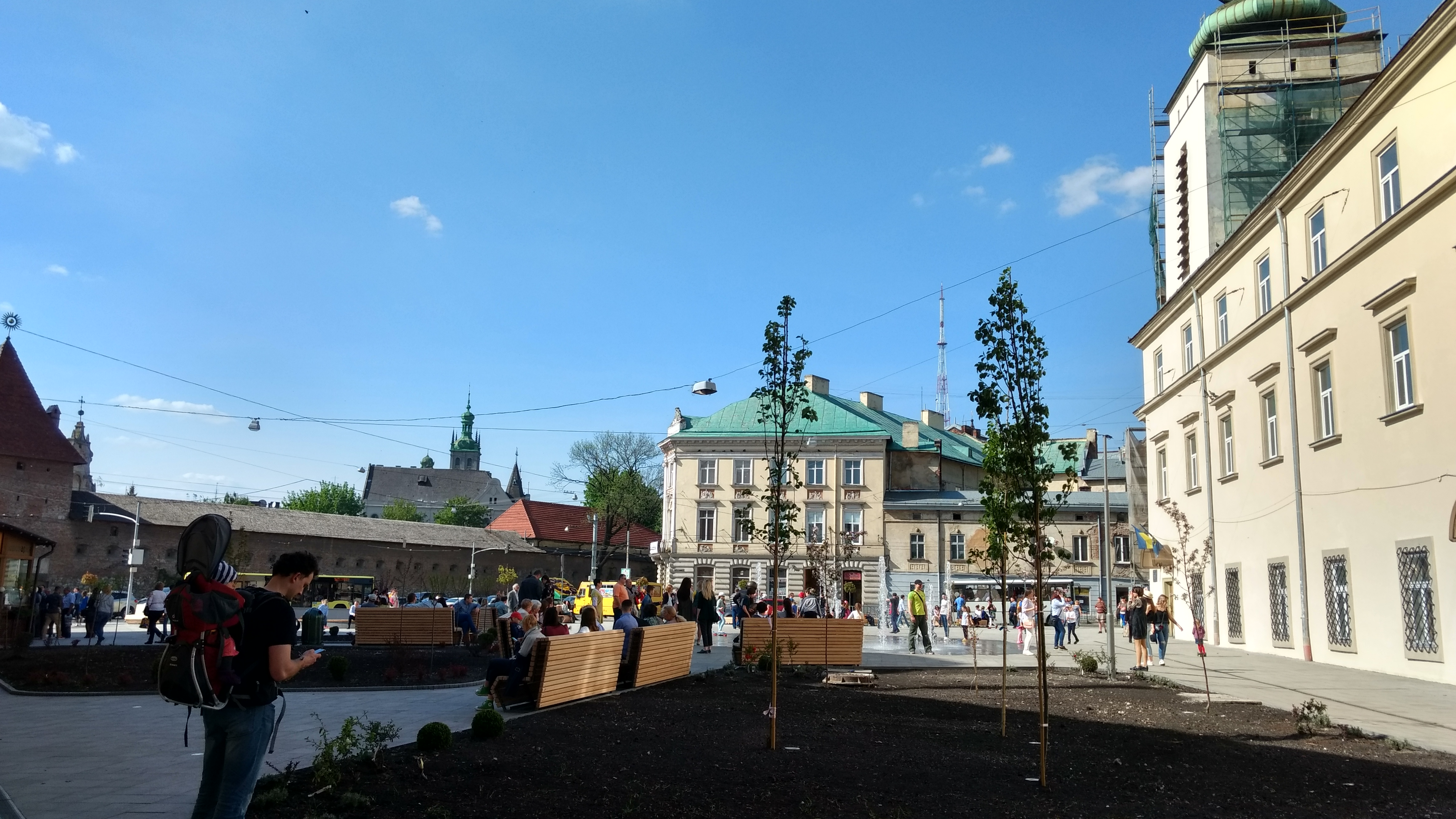
Справа — новый пешеходный фонтан на месте фонтана «Мальчик»

## Ссылка
- Постановление Львовского городского совета от 10.07.1990 О восстановлении исторических названий улиц и площадей м. Львова (укр.)